# Rudolf Caracciola

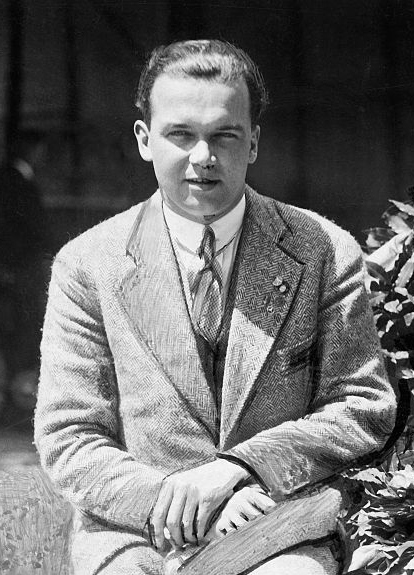
Rudolf Caracciola (1928)

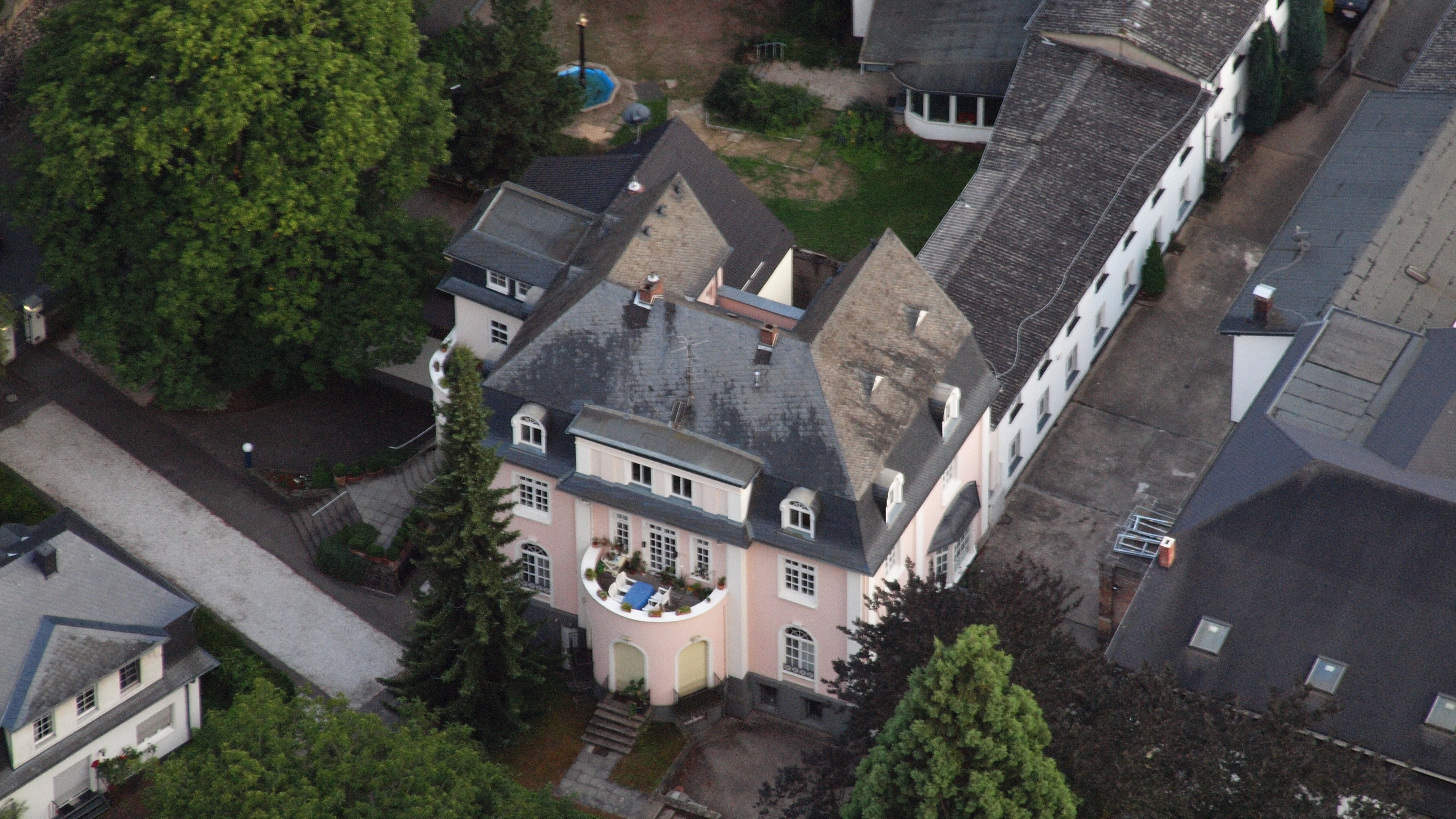
Geburtshaus von Rudolf Caracciola (Deichweg 6, Remagen)

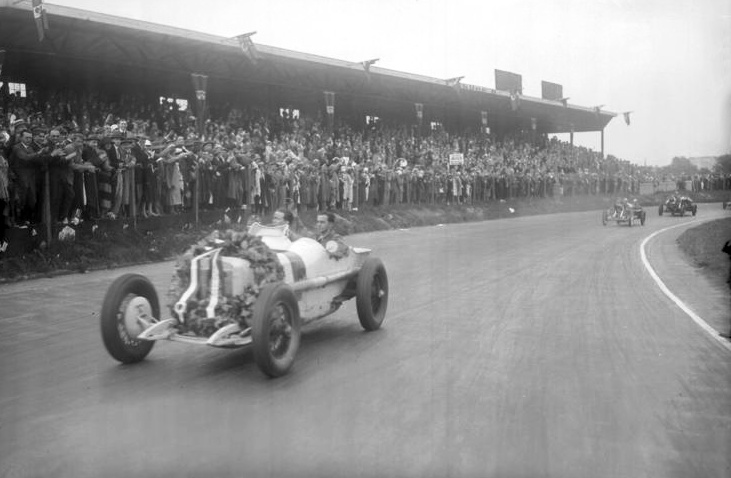
Rudolf Caracciola und Egon Salzer auf der Ehrenrunde nach ihrem Sieg beim Großen Preis von Deutschland 1926 auf der AVUS

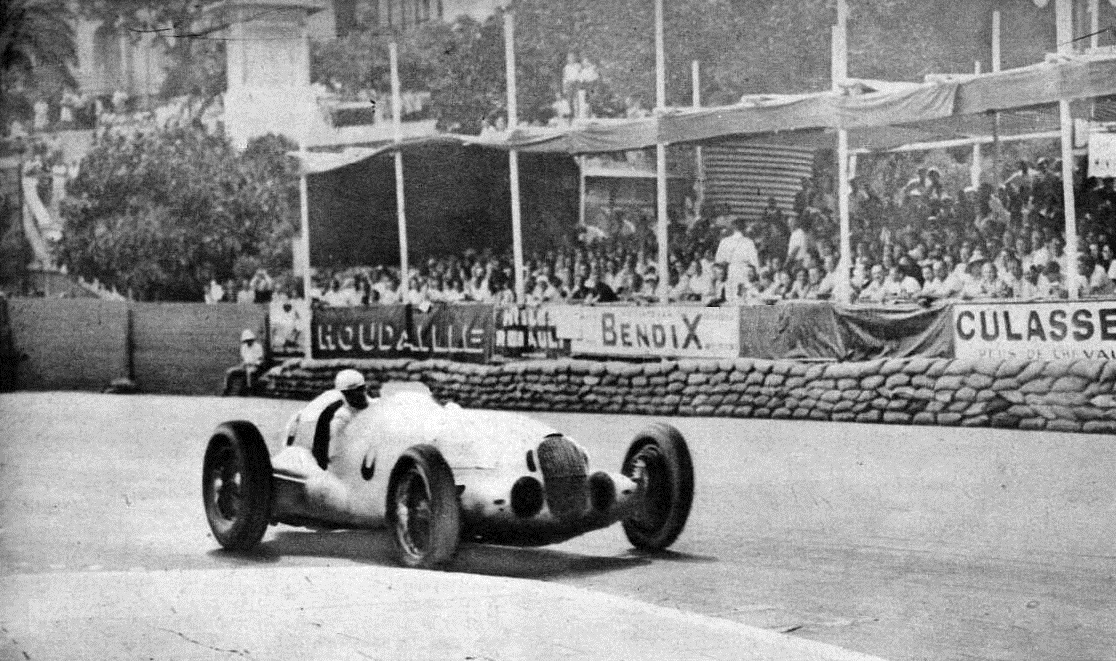
Rudolf Caracciola im Mercedes-Benz W 125 beim Großen Preis von Monaco 1937

Rudolf Otto Wilhelm „Karratsch“ Caracciola (* 30. Januar 1901 in Remagen; † 28. September 1959 in Kassel) war ein deutscher Automobilrennfahrer und vor dem Zweiten Weltkrieg der erfolgreichste Fahrer in Europa.

## Leben
Caracciola war der Sohn des Hoteliers und Weingroßhändlers Otto Maximilian Caracciola (1866–1915) und dessen Frau Mathilde geborene Preutz (1867–1937). Sein Großvater war Otto Caracciola. Caracciolas Eltern ermöglichten ihrem Sohn erste Fahrversuche mit einem Mercedes 16/45. Bereits im Alter von 15 Jahren durfte er mit Sondererlaubnis den Führerschein machen.
Nach seiner Schulzeit an der höheren Knabenschule „Institut Kalkuhl“ (heute Ernst-Kalkuhl-Gymnasium) in Oberkassel war Caracciola zunächst als Volontär bei der Berlin-Anhaltischen Maschinenbau AG in Köln tätig und wechselte anschließend als Verkäufer zum Aachener Automobilbauer Fafnir. Seine mehr als 30 Jahre währende Rennfahrerkarriere begann auf dem Motorrad. 1922 gewann er das Motorradrennen „Rund um Köln“ und belegte als Werksfahrer für Fafnir beim Berliner AVUS-Rennen den vierten Platz. Nach dem bald darauf folgenden Sieg auf einem Ego-Kleinwagen im Berliner Grunewaldstadion bewarb sich Caracciola bei der Daimler-Motoren-Gesellschaft (DMG) und stieg in der Ära der Kompressor-Fahrzeuge als Rennfahrer ein. 1923 fuhr er als Werksfahrer auf dem Mercedes-6/25/40-PS-Kompressor-Sportwagen in Baden-Baden sein erstes Rennen und erzielte noch im selben Jahr elf weitere Siege.
Im Jahre 1926 heiratete Rudolf Caracciola Charlotte Liesen. Im selben Jahr gewann er auf einem Mercedes 2-l-8-Zylinder-Rennwagen „Monza“ überraschend unter widrigen Wetterbedingungen den ersten Großen Preis von Deutschland auf der Berliner AVUS.
Im Jahr darauf gewann er das erste Autorennen auf dem neu gebauten und laut seiner Aussage „bärig schweren“ Nürburgring. Die dortige enge Linkskehre Karussell befuhr er einige Jahre später als erster absichtlich unter Zuhilfenahme des Straßengrabens auf der Innenseite, wodurch deutlich höhere Geschwindigkeiten möglich waren. Dieser Graben war ursprünglich nur für das Ableiten von Regenwasser geschaffen worden. Daraufhin wurde das Karussell mittels Betonplatten als Steilkurve befestigt und somit regulärer Teil der Piste. Diese berühmte Kurve auf der Nordschleife wurde 2001 anlässlich seines 100. Geburtstages in Caracciola-Karussell umbenannt.
Caracciola siegte fast ausschließlich auf Mercedes-Benz in zahlreichen Grand-Prix-Rennen und Sportwagenrennen. So gewann er sensationell als erster Nicht-Italiener 1931 zusammen mit Beifahrer Wilhelm Sebastian auf einem SSKL die Mille Miglia 1931 in Italien, obwohl er aufgrund der Weltwirtschaftskrise kaum von Mercedes-Benz unterstützt werden konnte und somit für das 1000-Meilen-Rennen auf öffentlichen Straßen nicht trainieren konnte. Auch für die nötigen Stopps standen weder genügend Mechaniker noch Material zur Verfügung. Um weiter Rennen fahren zu können, musste er sich 1932 bei Alfa Romeo verpflichten. Bei einem Unfall beim Großen Preis von Monaco 1933 erlitt er schwere Hüftverletzungen.
Caracciola war auch bei Bergrennen sehr erfolgreich. In den Jahren 1930 und 1931 gewann er die Europa-Bergmeisterschaft für Sportwagen auf Mercedes-Benz und 1932 die für Rennwagen auf Alfa Romeo.
Im Februar 1934 kam seine Frau Charlotte bei einem Lawinenunglück in der Schweiz, der neuen Wahlheimat des Ehepaars, ums Leben.
Während der berühmten Silberpfeil-Ära (1934–1939) wurde er dreimal Europameister, dem heutigen Formel-1-Weltmeister-Titel vergleichbar. Seine bedeutendsten Konkurrenten während dieser Zeit waren neben Manfred von Brauchitsch und Hermann Lang im eigenen Team die Auto-Union-Piloten Hans Stuck und Bernd Rosemeyer. Caracciola stellte zahlreiche Geschwindigkeitsweltrekorde auf den neu fertiggestellten Autobahnen (zum Beispiel auf der Rennstrecke Dessau) auf. Am 28. Januar 1938 fuhr er mit einem Mercedes-Benz W 125 432,7 km/h für den fliegenden Kilometer und 432,0 km/h für die fliegende Meile, für fast 80 Jahre die schnellsten auf öffentlichen Straßen gefahrenen Geschwindigkeiten. Besonders im Regen galt Caracciola als schneller und sicherer Fahrer, was ihm die Bezeichnung „Regenmeister“ einbrachte.
Caracciola, der Hitler anlässlich einer Fahrzeugübergabe 1931 kennengelernt hatte, trat nach 1933 ins NSKK ein, wo er den Rang eines Obersturmführers erreichte. Den Krieg verbrachte der Hotelierssohn an seinem Wohnsitz in der Schweiz. Nach langem Widerstand der Berner Bundesanwaltschaft und damit einhergehenden Ermittlungen erhielt er 1949 die im Oktober 1946 beantragte Schweizer Staatsbürgerschaft.
1946 wollte Caracciola in Indianapolis starten, verunglückte jedoch beim Training, als ihm ein Vogel ins damals noch durch simple Brillen geschützte Gesicht unter dem offenen Helm schlug. 1952 versuchte er ein Comeback bei der Mille Miglia auf Mercedes-Benz 300 SL, wo er den vierten Platz belegte.
1952 verunglückte er bei einem Sportwagenrennen auf der Schweizer Bremgarten-Rundstrecke bei Bern in der 13. Runde schwer und erlitt einen dreifachen Bruch des linken Unterschenkels. Bedingt dadurch musste er seine Rennsport-Karriere endgültig beenden.
Caracciola erlag am 28. September 1959 in Kassel im Alter von 58 Jahren einem Leberversagen als Folge einer Leberzirrhose. Sein Grab befindet sich auf dem Friedhof von Lugano-Castagnola (Schweiz).

## Ehrungen
- Am 6. Mai 2008 wurde Rudolf Caracciola in die Hall of Fame des deutschen Sports aufgenommen.[6]
- Während der Jubiläumsveranstaltung Nürburgring Classic wurde am 16. Juni 2017 eine Büste von Rudolf Caracciola an der Auffahrt aus dem historischen Fahrerlager des Nürburgrings enthüllt.[7]
- In der Indianapolis Motor Speedway Hall of Fame des Indianapolis Motor Speedway Museums ist eine umfangreiche Sammlung von Caracciolas Pokalen ausgestellt.[8][9]
- In Remagen gibt es seit 2001 ein Denkmal zu seinen Ehren. Außerdem wurde 2009 ein neu angelegter Platz an der Rheinpromenade nach ihm benannt.[10][11]

## Galerie

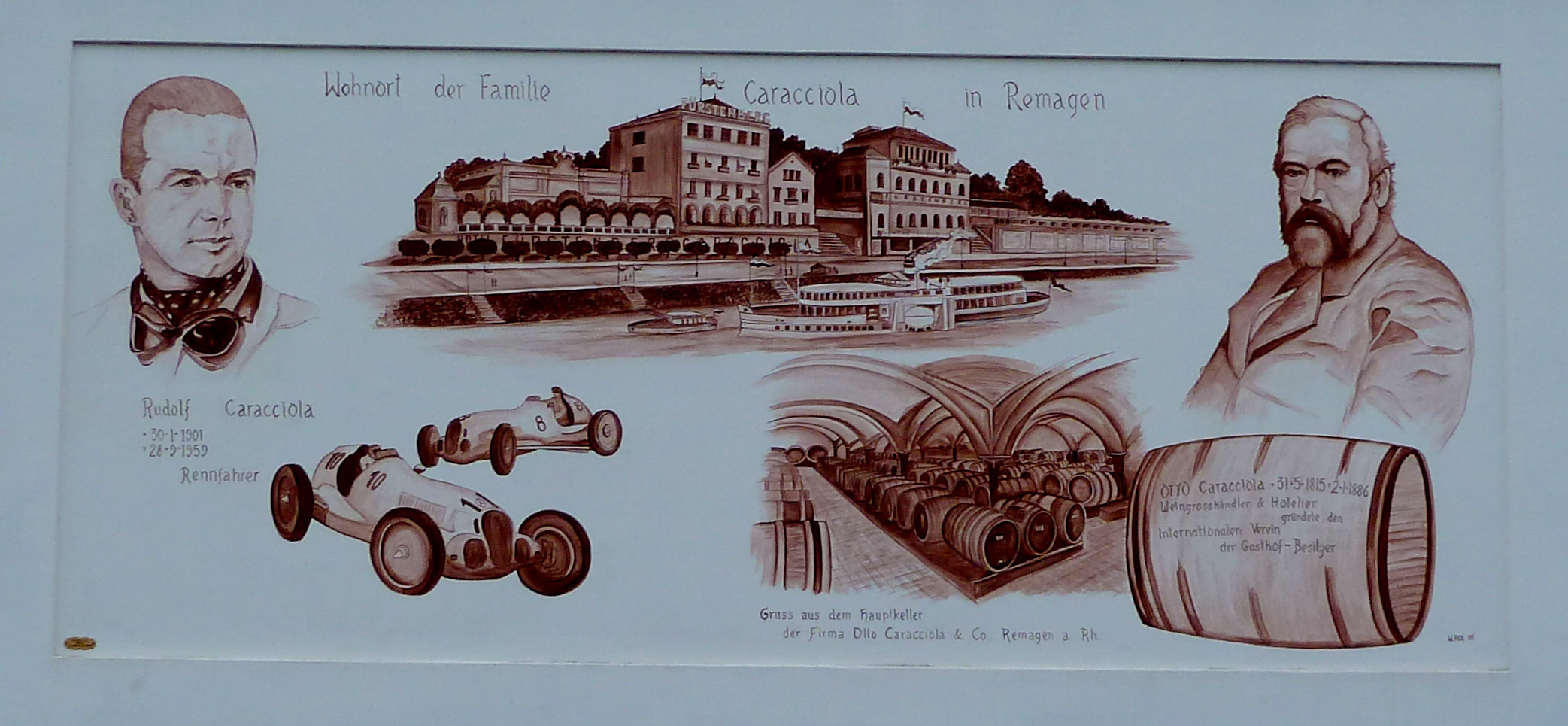
Gedenktafel der Familie, Hausfassade in Remagen, Am Spich
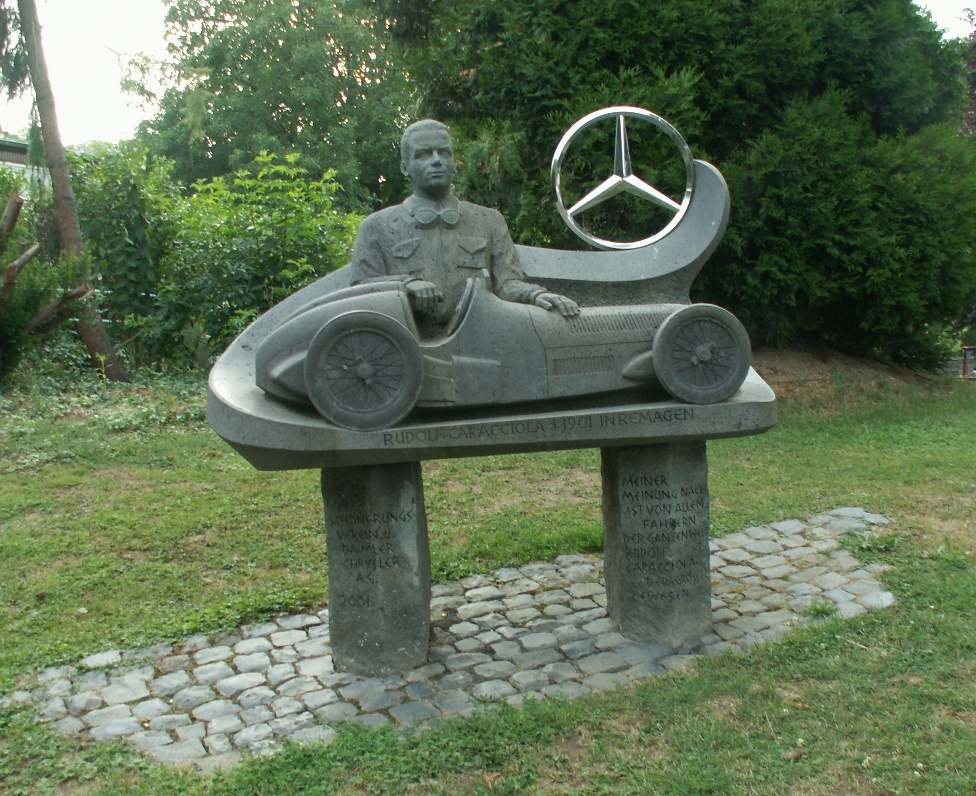
Denkmal in seinem Geburtsort Remagen
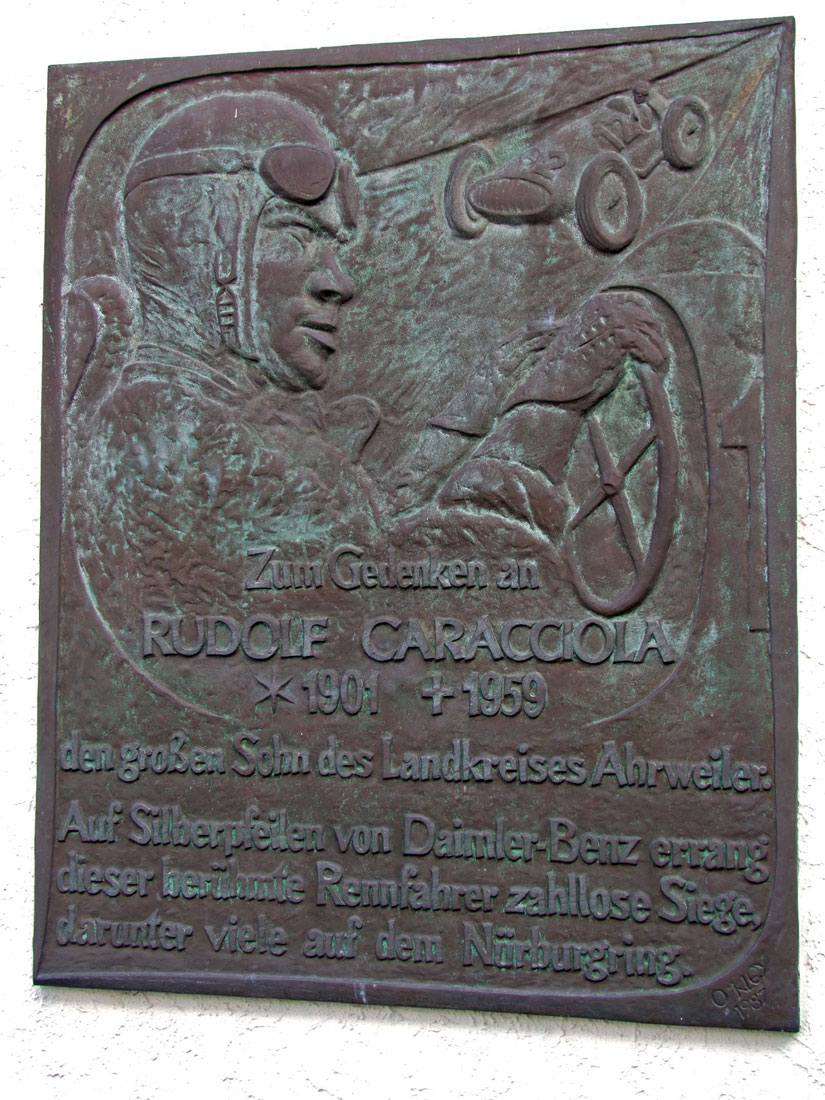
Gedenktafel im alten Fahrerlager des Nürburgrings
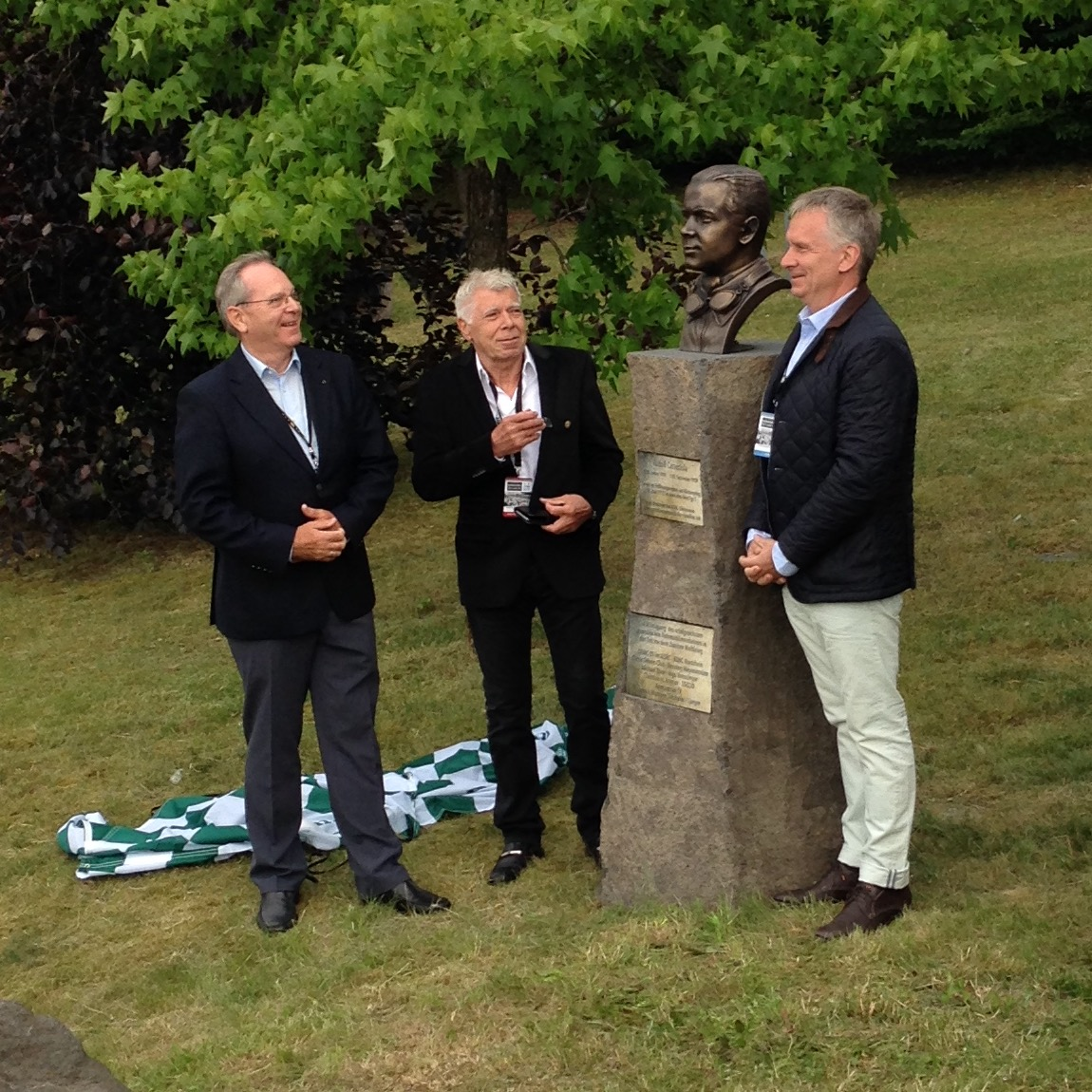
2017: Enthüllung einer Gedenksäule am Nürburgring mit dem Großneffen Thomas Caracciola

## Statistik

### Titel
- 1935 – Grand-Prix-Europameister auf Mercedes-Benz W 25
- 1937 – Grand-Prix-Europameister auf Mercedes-Benz W 125
- 1938 – Grand-Prix-Europameister auf Mercedes-Benz W 154

### Rennsiege
| Titel                        | Jahr                               |
| ---------------------------- | ---------------------------------- |
| Großer Preis von Deutschland | 1926, 1928, 1931, 1932, 1937, 1939 |
| Großer Preis von Italien     | 1934, 1937                         |
| Großer Preis von Frankreich  | 1935                               |
| Großer Preis der Schweiz     | 1935, 1937, 1938                   |
| Großer Preis von Belgien     | 1935                               |
| Großer Preis von Spanien     | 1935                               |
| Großer Preis von Monaco      | 1936                               |
| Mille Miglia                 | 1931                               |
| Berg-Europameister           | 1930, 1931, 1932                   |

### Vorkriegs-Grand-Prix-Ergebnisse
| Saison | Team                   | Wagen                                             | 1   | 2   | 3   | 4   | 5 | 6   | 7 | Punkte | Position      |
| ------ | ---------------------- | ------------------------------------------------- | --- | --- | --- | --- | - | --- | - | ------ | ------------- |
| 1931   | R. Caracciola (privat) | Mercedes-Benz SSKL                                |     |     |     |     |   |     |   | 22     | 27.           |
| 1931   | R. Caracciola (privat) | Mercedes-Benz SSKL                                | DNF |     |     |     |   |     |   | 22     | 27.           |
| 1932   | Alfa Romeo             | Alfa Romeo 8C 2300 „Monza“ / Alfa Romeo Tipo B/P3 |     |     |     |     |   |     |   | 9      | 3.            |
| 1932   | Alfa Romeo             | Alfa Romeo 8C 2300 „Monza“ / Alfa Romeo Tipo B/P3 | NC  | 3   | 1   |     |   |     |   | 9      | 3.            |
| 1933   | Alfa Romeo             | Alfa Romeo 8C 2300 „Monza“                        |     |     |     |     |   |     |   | —      | —             |
| 1933   | Alfa Romeo             | Alfa Romeo 8C 2300 „Monza“                        | DNS | DNA |     |     |   |     |   | —      | —             |
| 1934   | Daimler-Benz AG        | Mercedes-Benz W 25                                |     |     |     |     |   |     |   | —      | —             |
| 1934   | Daimler-Benz AG        | Mercedes-Benz W 25                                |     | DNF | DNF | DNF | 1 | 2   |   | —      | —             |
| 1935   | Daimler-Benz AG        | Mercedes-Benz W 25                                |     |     |     |     |   |     |   | 17     | Europameister |
| 1935   | Daimler-Benz AG        | Mercedes-Benz W 25                                | DNF | 1   | 1   | 3   | 1 | DNF | 1 | 17     | Europameister |
| 1936   | Daimler-Benz AG        | Mercedes-Benz W 25 kurz                           |     |     |     |     |   |     |   | 22     | 6.            |
| 1936   | Daimler-Benz AG        | Mercedes-Benz W 25 kurz                           | 1   | DNF | DNF |     |   |     |   | 22     | 6.            |
| 1937   | Daimler-Benz AG        | Mercedes-Benz W 125                               |     |     |     |     |   |     |   | 13     | Europameister |
| 1937   | Daimler-Benz AG        | Mercedes-Benz W 125                               |     | 1   | 2   | 1   | 1 |     |   | 13     | Europameister |
| 1938   | Daimler-Benz AG        | Mercedes-Benz W 154                               |     |     |     |     |   |     |   | 8      | Europameister |
| 1938   | Daimler-Benz AG        | Mercedes-Benz W 154                               | 2   | 2   | 1   | 3   |   |     |   | 8      | Europameister |
| 1939   | Daimler-Benz AG        | Mercedes-Benz W 154                               |     |     |     |     |   |     |   | 17     | 3.            |
| 1939   | Daimler-Benz AG        | Mercedes-Benz W 154                               | DNF | DNF | 1   | 2   |   |     |   | 17     | 3.            |

| Legende  | Legende                                                                   | Legende                                                                   |           |
| Farbe    | Bedeutung                                                                 | Bedeutung                                                                 | EM-Punkte |
| -------- | ------------------------------------------------------------------------- | ------------------------------------------------------------------------- | --------- |
| Gold     | Sieg                                                                      | Sieg                                                                      | 1         |
| Silber   | 2. Platz                                                                  | 2. Platz                                                                  | 2         |
| Bronze   | 3. Platz                                                                  | 3. Platz                                                                  | 3         |
| Grün     | Klassifiziert, mehr als 75% der Renndistanz zurückgelegt                  | Klassifiziert, mehr als 75% der Renndistanz zurückgelegt                  | 4         |
| Blau     | nicht punkteberechtigt, zwischen 50% und 75% der Renndistanz zurückgelegt | nicht punkteberechtigt, zwischen 50% und 75% der Renndistanz zurückgelegt | 5         |
| Violett  | nicht punkteberechtigt, zwischen 25% und 50% der Renndistanz zurückgelegt | nicht punkteberechtigt, zwischen 25% und 50% der Renndistanz zurückgelegt | 6         |
| Rot      | nicht punkteberechtigt, weniger als 25% der Renndistanz zurückgelegt      | nicht punkteberechtigt, weniger als 25% der Renndistanz zurückgelegt      | 7         |
| Farbe    | Abkürzung                                                                 | Bedeutung                                                                 | EM-Punkte |
| Schwarz  | DSQ                                                                       | disqualifiziert (disqualified)                                            | 8         |
| Weiß     | DNS                                                                       | nicht gestartet (did not start)                                           | 8         |
| Weiß     | DNA                                                                       | nicht erschienen (did not arrive)                                         | 8         |
| sonstige | P/fett                                                                    | Pole-Position                                                             | 8         |
| sonstige | SR/kursiv                                                                 | Schnellste Rennrunde                                                      | 8         |
| sonstige | DNF                                                                       | Rennen nicht beendet (did not finish)                                     | 8         |

### Le-Mans-Ergebnisse
| Jahr | Team              | Fahrzeug          | Teamkollege      | Platzierung | Ausfallgrund |
| ---- | ----------------- | ----------------- | ---------------- | ----------- | ------------ |
| 1930 | Rudolf Caracciola | Mercedes-Benz SSK | Christian Werner | Ausfall     | Batterie     |

## Hörspiel
- Tempo. Regie: Beate Andres, Produktion: WDR, Deutschland 2008.[12]

## Dokumentarfilme
- Rennfieber. Regie: Josef Mühlbauer, Deutschland 1955.[13]
- Caracciola – Die ewige Jagd nach dem Sieg. Regie: Philip Selkirk, 97 Min. Deutschland 2009.[14][15]
- Hitlers Rennschlachten – Wie die Silberpfeile siegen lernten. Regie: Eberhard Reuß, 45 Min., Deutschland 2009.[16]
- Magische Momente – Die Stunde der Silberpfeile. Regie: Saskia Weisheit, 10 Folgen, 519 Min., Deutschland 2013 (Kurzversion bei YouTube).[17]